# Мадампу Кунджукуттан
Мадампу Кунджукуттан (малаял. മാടമ്പ് കുഞ്ഞുകുട്ടൻ; 23 июня 1941, Киралур, Британская Индия — 11 мая 2021, Триссур, Керала) — индийский  малаяламоязычный писатель

, сценарист и актёр.

## Биография
Родился 23 июня 1941 года в деревне Киралур округа Триссур в известной семье касты Намбудири. Изучал «Hasthyaayurvedam» (Лечение и приручение слонов) и санскрит. В дальнейшем зарабатывал на жизнь, преподавая санскрит в Кодунгаллуре, некоторое время служил священником в храме, а позже работал на Всеиндийском радио.
Впоследствии Мадампу зарекомендовал себя как романист, автор рассказов, драматург и даже как ведущий популярного телешоу E4 Elephant.
Его первый роман «Ashwathamavu» вышел в 1970 году. В число других его литературных произведений входят «Brashtu», «Mahaprasthanam», «Avighnamasthu», «Endaro Mahanubhavulu», «Pothu», «Amrithasya Puthra», «Aryavartham», «Nishadam» и «Ente Thonnisangal».
«Brashtu», рассказывающий реальную истории Куриедату Татри, изгнанной из общины Намбудири, и изображающий оскорбительные нормы патриархальной системы, так же как и «Ashwathamavu», вызвал гнев некоторых членов общины браминов, поскольку бросал вызов ортодоксальным обычаям.
В 1983 году Мадампу был отмечен премией Литературной академии Кералы за роман «Mahaprasthanam».
Когда режиссёр К. Р. Моханан решил экранизировать «Ashwathamavu», Мадампу не только написал сценарий для фильма, но также сыграл в нём главную роль. После этого он работал над сценариями таких фильмов как Deshadanam (1996), Karunam (2000), Gourishankaram (2003), Saphalam (2003) и Makalkku (2005). За работу над Karunam писатель был награждён Национальной кинопремией, а за Parinamam — премией за лучший сценарий кинофестиваля в Ашдоде.
В числе его актёрских работ фильмы Deshadanam (1996), Aaram Thampuran (1997), Agnisakshi (1999), Karunam (2000), Kattu Vannu Vilichappol (2001), Agninakshatram (2004), Anachantham (2006), Pothan Vava (2006) и Vadakkunnathan (2006).
В Arike он сыграл современного свами с образом мыслей, отличным от традиционалиста, иконоборца, отстаивающего свободу выбора.
Мадампу долгое время был секретарем Юва Кала Сахити, культурного крыла Коммунистической партии Индии. Позднее резко он изменил идеологическую позицию и стал президентом культурного крыла Сангх Паривар, в которую входит Бхаратия джаната парти. Как кандидат от партии он баллотировался на место в собрании Кодунгаллура в 2001 году, но проиграл.
В мае 2021 года писатель был доставлен в одну из больниц Триссура из-за лихорадки и дискомфорта при дыхании. Проведённый тест на COVID-19 дал положительный результат. Спустя два дня, 11 мая 2021 года, Мадампу скончался.
У него остались две дочери: Хасина и Джасина. 